# Пенни, Сидни
Сидни Пенни (англ. Sydney Penny; род. 7 августа 1971, Нашвилл) — американская актриса.

## Жизнь и карьера
Сидни Пенни родилась в 1971 году в семье комика Хэнка Пенни и его жены оперной певицы Шари. Пенни начала свою карьеру в двенадцатилетнем возрасте со съемок в различных телефильмах, кинофильмах и мини-сериалах и к середине восьмидесятых выиграла две награды «Молодой актёр». Будучи подростком, она стала известна благодаря роли в вестерне «Бледный всадник» с Клинтом Иствудом, мини-сериалу «Поющие в терновнике» и роли в ситкоме «Новая Гиджет».
В начале девяностых, когда её карьера ребёнка-актёра завершилась, Сидни Пенни переквалифицировалась в актрису дневных мыльных опер и добилась наибольшей известности благодаря роли Джулии Сантос Кифер в шоу «Все мои дети». Также она снималась в мыльных операх «Санта-Барбара», «Дерзкие и красивые» и кратко заменила Сьюзан Уорд в «Любовь и тайны Сансет Бич». За свою работу в мыльных операх она дважды номинировалась на дневную премию «Эмми» и получила награду «Дайджеста мыльных опер». Её переход в прайм-тайм оказался не столь успешен и она снялась лишь в двух недолго просуществовавших шоу, «Бухта Гиперион» и «Ларго». Кроме этого Пенни сыграла главные роли во множестве телефильмов, в основном для женского кабельного канала Lifetime.

## Личная жизнь
Пенни замужем за Робертом Л. Пауэрсом, у пары есть сын (род. 2007).

## Фильмография
| Год       |    | Русское название          | Оригинальное название             | Роль              |
| --------- | -- | ------------------------- | --------------------------------- | ----------------- |
| 1982      | с  | Слава                     | Fame                              | Сьюзан Маршалл    |
| 1983      | с  | Ти Джей Хукер             | T. J. Hooker                      | Кэти Коутс        |
| 1983      | с  | Поющие в терновнике       | The Thorn Birds                   | юная Мэгги Клири  |
| 1983      | с  | Сент-Элсвер               | St. Elsewhere                     | Мелисса Грили     |
| 1985      | ф  | Бледный всадник           | Pale Rider                        | Меган Уилер       |
| 1986      | с  | Сумеречная зона           | The Twilight Zone                 | Мэри Милетти      |
| 1991      | тф | Дитя тьмы, дитя света     | Child of Darkness, Child of Light | Маргарет Галлахер |
| 1992—1993 | с  | Санта-Барбара             | Santa Barbara                     | Би Джей Уокер     |
| 1993—2008 | с  | Все мои дети              | All My Children                   | Джулия Сантос     |
| 1999      | с  | Любовь и тайны Сансет Бич | Sunset Beach                      | Мег Каммингс      |
| 2000      | с  | Беверли-Хиллз, 90210      | Beverly Hills, 90210              | Джози Оливер      |
| 2001—2003 | с  | Ларго                     | Largo Winch                       | Джой Арден        |
| 2003—2005 | с  | Дерзкие и красивые        | The Bold and the Beautiful        | Саманта Келли     |
| 2006      | тф | Потайные места            | Hidden Places                     | Эльза Уайатт      |
| 2011      | с  | До смерти красива         | Drop Dead Diva                    | мисс Критзер      |
| 2011      | с  | Дни нашей жизни           | Days of Our Lives                 | доктор Лив Норман |
| 2014—2015 | с  | Милые обманщицы           | Pretty Little Liars               | Леона Вандервол   |